# Tennis Masters Cup 2005
Masters Cup 2005 (англ. Tennis Masters Cup Shanghai 2005) — турнир сильнейших теннисистов, завершающий сезон ATP. В 2005 году проходит 36-е по счёту соревнование для одиночных игроков и 31-е для парных. Традиционно турнир проводится поздней осенью — в этом году с 13 по 20 ноября на кортах Qizhong Forest Sports City Arena в китайском Шанхае, который принял турнир впервые.
Прошлогодние победители:
- одиночки —  Роджер Федерер
- пары —  Боб Брайан /  Майк Брайан

## Соревнования

### Одиночные соревнования
Давид Налбандян обыграл  Роджера Федерера со счётом 6-7(4), 6-7(11), 6-2, 6-1, 7-6(3).
- Налбандян выигрывает 2-й одиночный титул в сезоне и 4-й за карьеру в основном туре ассоциации.
- Налбандян впервые побеждает на Итоговом турнире.
- Федерер сыграл 12-й одиночный финал в сезоне и 42-й за карьеру в основном туре ассоциации.
- Федерер вышел третий раз подряд вышел в финал на Итоговом турнире и впервые проиграл в нём.

### Парные соревнования
Микаэль Льодра /  Фабрис Санторо обыграли  Ненада Зимонича /  Леандера Паеса со счётом 6-7(6), 6-3, 7-6(4).
- Льодра выигрывает 4-й парный титул в сезоне и 9-й за карьеру в основном туре ассоциации.
- Санторо выигрывает 4-й парный титул в году и 18-й за карьеру в основном туре ассоциации.
- Льодра и Снаторо впервые побеждают на Итоговом турнире.